# Boris Wladimirowitsch Sawtschenko
Boris Wladimirowitsch Sawtschenko (beim Weltschachbund FIDE Boris Savchenko, russisch Борис Владимирович Савченко; * 10. Juli 1986 in Krasnodar) ist ein russischer Schachspieler.

## Leben
Trainiert wird Boris Sawtschenko von Salim Fasujanow und Jaroslaw Prisant. Zu seinen früheren Trainern gehören Igor Koptew und Witali Zeschkowski.

## Erfolge
Er gewann einige Turniere, zum Beispiel 2008 die Stadtmeisterschaft von Moskau, 2009 vor unter anderem Gata Kamsky, Ilia Smirin und Şəhriyar Məmmədyarov das Baku Open. 2012 gewann er die Nezhmedtinov-Trophy in Kasan, 2013 vor Jan Nepomnjaschtschi das Moskau Open.
Am Schachweltpokal nahm er zwei Mal teil: 2007 in Chanty-Mansijsk scheiterte er in der ersten Runde mit 0,5:1,5 an Alexander Motyljow, 2009 in Chanty-Mansijsk schaltete er in der ersten Runde Yury Shulman aus, verlor aber in der zweiten Runde gegen Wang Yue. 2007 war er für den Schachweltpokal direkt vom FIDE-Präsidenten Kirsan Iljumschinow nominiert worden, 2009 hatte er sich über seinen 34. Platz bei nur einem halben Punkt Rückstand hinter dem Gewinner Jewgeni Tomaschewski bei der Europameisterschaft in Budva qualifiziert.
Vereinsschach spielte er in Russland für SchSM-64 Moskau. Mit Moskau wurde er 2010 russischer Mannschaftsmeister. Beim European Club Cup 2010 in Plowdiw erhielt Sawtschenko, für Moskau spielend, eine individuelle Silbermedaille für sein Ergebnis von 4 Punkten aus 5 Partien am sechsten Brett bei einer Elo-Leistung von 2702. In der deutschen Schachbundesliga spielte er in der Saison 2007/08 für den SK Zehlendorf. In der Ukraine spielt er für den nordukrainischen Verein A Dan Dzo & PGMB Tschernihiw, mit dem er 2011 Meister wurde, in der türkischen höchsten Spielklasse spielte er für den Manýsa Doruk Kolejý S.K.
Im November 2003 erhielt er den Titel Internationaler Meister. Die Normen hierfür erzielte er alle 2002 in Krasnodar, und zwar im Februar in einem Winterturnier, im September bei der russischen Meisterschaft, die von Alexander Lastin gewonnen wurde und bei der er den 29. Platz belegte, sowie mit Übererfüllung im Dezember erneut bei einem Winterturnier. Großmeister ist er seit Juni 2007. Als er den Titel erhielt, betrug seine Elo-Zahl 2583. Die Großmeister-Normen erzielte er im April 2005 beim 5. Estrin-Memorial in Moskau sowie jeweils mit Übererfüllung im Oktober 2006 beim Tschigorin-Memorial in Sankt Petersburg, bei dem er unter anderem gegen Pawel Smirnow gewinnen konnte, im Dezember 2006 beim 6. N.-Aratovsky-Memorial in Saratow, bei dem ihm unter anderem ein Sieg gegen Gabriel Sarkissjan gelang und im April 2007 bei der Einzeleuropameisterschaft in Dresden.
Boris Sawtschenkos Elo-Zahl beträgt 2612 (Stand: Dezember 2015), seine bisher höchste war 2655 im April 2009. Er ist auch ein starker Spieler von Blitzschach. Offizielle Elo-Zahlen im Blitzschach gibt es von der FIDE seit Januar 2012. Seine höchste Elo-Zahl im Blitzschach war 2734 im Mai 2015. Bei der Weltmeisterschaft im Blitzschach 2010 in Moskau zum Beispiel, die Lewon Aronjan gewann, bezwang Sawtschenko in einer Partie Magnus Carlsen.